# Vibeke Falk
Vibeke Falk (27 de septiembre de 1918 - 9 de octubre de 2011) fue una actriz teatral, cinematográfica y televisiva noruega.

## Biografía
Su verdadero nombre era Vibeke Mowinckel, y nació en Bergen, Noruega, siendo sus padres Thorolf Beyer Mowinckel, un mayorista, y Jenny Modesta Fasmer. 
Falk debutó como actriz teatral en el Søilen Teater de Oslo en 1938, y actuó por vez primera en el cine con la cinta Gjest Baardsen en 1939. En los años 1939-42 fue empleada por el Teatro nacional de Oslo, y por el Teatro de Trøndelag de Trondheim entre 1952 y 1953, así como entre 1958 y 1960. En el período 1960-68 actuó en el Teatro Den Nationale Scene de Bergen, siendo después actriz independiente. Fue una buena actriz de comedia, aunque también interpretó otro tipo de papeles, como fue el caso de Lilly Miller en la pieza de Eugene O'Neill Skjønne ungdom, o el de la abuela en la obra de Sławomir Mrożek Tango, ambas representadas en el Den Nationale Scene.
Uno de sus papeles más destacados fue el de Anna Reinche en la película noruega Gjest Baardsen (1939), dirigida por Tancred Ibsen. En los años 1940 participó en las cintas suecas Nygifta (1941), Klockan på Rönneberga (1944), Bröder emellan (1946) y Singoalla (1949). Desde finales de los años 1970 trabajó como actriz de reparto, actuando en películas como Julia Julia (1981), Adjø solidaritet (1985), Viva Villaveien! (1989) o Kristin Lavransdatter (1995).
También fue actriz televisiva, actuando entre otras producciones en la serie criminal Nitimemordet (1975), y en el episodio Tryggere kan ingen være de la serie cómica Fleksnes fataliteter (1982). En el año 2001 tuvo un papel de reparto en la serie Nini - den stille uke.
Vibeke Falkfalleció en el año 2011. Había estado casada entre 1937 y 1950 con el actor Lauritz Falk. Fue madre de Jannike M. Falk, suegra de Stein Grieg Halvorsen y abuela de Stein Johan Grieg Halvorsen.

## Filmografía (selección)
- 1998 Nini (serie TV), episodio Den kalkulerte risiko
- 1996 Enskilda samtal (telefilm)
- 1995 Kristin Lavransdatter
- 1989 Viva Villaveien!
- 1985 Adjø solidaritet
- 1984 Papirfuglen
- 1984 Høvdingen
- 1982 Fleksnes fataliteter (serie TV), episodio Tryggere kan ingen være
- 1982 Carl Gustav, gjengen og parkeringsbandittene
- 1981 Julia Julia
- 1981 Når eplene modnes (telefilm)
- 1980 Liv og død
- 1978 Formynderne
- 1978 Operasjon Cobra
- 1977 Kosmetikkrevolusjonen
- 1977 Dagny
- 1975 Nitimemordet (serie TV)
- 1973 Barselstuen (telefilm)
- 1969 Himmel og helvete
- 1969 Psychedelica Blues
- 1949 Singoalla
- 1946 Bröder emellan
- 1944 Klokken på Rönneberga
- 1941 Nygift
- 1939 Gjest Baardsen